# Хаттен
Хаттен (нем. Hatten) — община в Германии, в земле Нижняя Саксония.
Входит в состав района Ольденбург. Население составляет 13 974 человека (на 31 декабря 2010 года). Занимает площадь 103,44 км².
Коммуна подразделяется на 17 сельских округов.
| Год  | Население |
| ---- | --------- |
| 1990 | 9 921     |
| 1995 | 11 069    |
| 2000 | 12 469    |
| 2005 | 13 377    |
| 2010 | 13 932    |

## Родившиеся в городе Хаттен
- Кюльвейн, Фриц